# Trentepohlia hexaphalerata
Trentepohlia hexaphalerata är en tvåvingeart som beskrevs av Alexander 1965. Trentepohlia hexaphalerata ingår i släktet Trentepohlia och familjen småharkrankar.
Artens utbredningsområde är Madagaskar. Inga underarter finns listade i Catalogue of Life.